# اهرم عملیاتی
اهرم عملیاتی (نام علمی: Operating Leverage) معیاری است برای اندازه‌گیری اینکه چگونه رشد درآمد به رشد درآمد عملیاتی تعبیر می‌شود.

## تعریف
معیارهای مختلفی تعریف شده است، که تعابیری مشابه با اهرم مالی دارند.

### هزینه‌ها
{\displaystyle {\frac {\text{FC}}{\text{TC}}}={\frac {\text{FC}}{{\text{FC}}+{\text{VC}}}}}
یک معیار هزینه ثابت است به کل هزینه‌ها.
{\displaystyle {\frac {\text{Debt}}{\text{Assets}}}={\frac {\text{Debt}}{{\text{Debt}}+{\text{Equity}}}}}
در مقایسه با نسبت بدهی به حقوق صاحبان سهام
{\displaystyle {\frac {\text{FC}}{\text{VC}}}}
معیار دیگر هزینه ثابت است به هزینه متغیر.
{\displaystyle {\frac {\text{Debt}}{\text{Equity}}}}
در مقایسه با نسبت بدهی به حقوق صاحبان سهام